# Ngựa Pintabian
Ngựa Pintabian là một giống ngựa Mỹ gốc Ả Rập. Nó có hơn 99% máu Ngựa Ả Rập, nhưng cũng có đặc điểm là các đốm màu tobiano, không được tìm thấy ở những con ngựa Ả Rập thuần chủng. Cơ quan đăng ký bắt đầu sử dụng thuật ngữ "Pintabian" vào năm 1992 và đăng ký nhãn hiệu từ năm 1995. là cơ quan đăng ký chính thức cho ngựa Pintabian trên toàn thế giới.
Chúng thường có chiều cao khi đứng nằm trong khoảng 14,2 đến 15,2 hand (58 đến 62 inch, 147 đến 157 cm) và nặng 900 đến 1.100 pound (410 đến 500 kg).

## Lịch sử
Các nhà lai tạo ngựa Pintabian đã phát triển giống bằng cách lai ngựa tobiano cho ngựa Ả Rập thuần chủng trong tối thiểu bảy thế hệ cho đến khi một dòng ngựa tobiano có 99% máu Ả Rập đã được phát triển, tại thời điểm đó, giống ngựa này được coi là giống ngựa thuần chủng theo đúng nghĩa của nó. Cơ quan đăng ký ngựa Pintabian được thành lập vào năm 1992.
"Tổ chức Ngựa Pintabian" là một tổ chức Pintabian đã đăng ký "có ảnh hưởng" được liệt kê trong Sách Nghiên cứu Ngựa Pintabian Foundation, có chứa hơn 200 con ngựa được đăng ký từ năm 1992 đến 2001. Một "Nhà lai tạo Sáng lập Pintabian" là nhà lai tạo được ghi nhận của bất kỳ con ngựa nào được liệt kê trong Sách Nghiên cứu Ngựa Pintabian Foundation.